# マグラ川
マグラ川 (マグラがわ、Magra) はイタリア北部を流れる全長 62-キロメートル (39 mi) の川。アッペンニーノ山脈に源を発する。マッサ＝カッラーラ県のコムーネであるポントレーモリ、フィラッティエーラ、ヴィッラフランカ・イン・ルニジャーナ、アウッラや、ラ・スペツィア県のコムーネサント・ステーファノ・ディ・マグラ、ヴェッツァーノ・リーグレ、サルザーナ、アメーリアを流れる。最終的にはラ・スペツィア湾（ジェノヴァ湾の支湾）を通じて、リグリア海へと至る。
古称はマクラ川 (Macra) で、古来エトルリアとリグーリアの境界であった。
20世紀後期より流域において農業は減少しており、土地の侵食や生態系の変化が見られている。水力発電への利用が行われている。